# 博因城 (密歇根州)
博因城（英語：Boyne City）是一個位於美國密歇根州夏利華縣的城市。

## 人口
根據2020年美國人口普查的數據，博因城的面積為13.82平方千米，當中陸地面積為10.32平方千米，而水域面積為3.50平方千米。當地共有人口3816人，而人口密度為每平方千米276人。